# María Jesús Alvarado Rivera
María Jesús Alvarado Rivera (27/ 5/ 1878 – 06/ 5/ 1971) là một nhà nữ quyền nổi loạn, nhà giáo dục, nhà báo, nhà văn và nhà hoạt động xã hội người Peru. Bà được Hội đồng Phụ nữ Quốc gia Peru ghi nhận vào năm 1969 là "nhà vô địch hiện đại đầu tiên về quyền của phụ nữ ở Peru".

## Thời thơ ấu
Alvarado Rivera được sinh ra ở Chincha Alta vào ngày 27 tháng 5 năm 1878. Cha mẹ bà là Cayetano Arciniega Alvarado, chủ sở hữu và quản trị viên của điền trang Chacrabajo và Jesus Rivera Martinez; họ đều là người bản địa của tỉnh Chincha. Bà là đứa con thứ mười trong mười ba đứa trẻ. Do Chiến tranh Thái Bình Dương, gia đình bà buộc phải bán tài sản và định cư tại Lima. Như thường lệ, thời gian đó việc học của bà chỉ diễn ra cho đến khi học tiểu học. Tuy nhiên, trong thời gian ngắn đó, bà đã học đọc và viết tốt. Quãng thời gian tiếp theo thì bà tự học. Sau đó, bà theo học tại một trường trung học tư thục do Elvira García y García điều hành(lãnh đạo phong trào nữ quyền ở Peru), sau đó bà trở thành giáo viên. Bối rối bởi hệ thống giáo dục cổ xưa, bà tự mình nghiên cứu xã hội học - cũng là bàng cụ giới thiệu các phương pháp tiên tiến về "giáo dục nghề nghiệp, trợ tử, chăm sóc sức khỏe và chăm sóc hôn nhân của trẻ em học đường và kiểm soát các bệnh lây truyền qua đường tình dục." Bà cũng tin vào vai trò của một người mẹ.